# أخسيكث
أخْسِيكَث (بالأوزبكية: Axsikent) مدينة تاريخيَّة في أوزبكستان المُعاصرة، إذ كانت جزءًا من منطقة بلاد ما وراء النهر، وتحديدًا في قصبة ناحية فرغانة. تمتاز بكونها على ضفاف نهر الشاش في منطقة مستوية، وتبعد عن الجبال حوالي فرسخ. تحتوي المدينة على حصنًا (قهندز) وضاحية (ربض)، ومبنيَّة من الطين، ولها أسوار تحيط بالربض. تمتلك المدينة أربعة أبواب، وتوفر مياه جارية وحياضًا متعددة. يحيط بها بساتين وأنهار جارية لمسافة فرسخ. تقع المدينة في الإقليم الرابع، طولها أربع وتسعون درجة، وعرضها سبع وثلاثون درجة ونصف.

## من أعلامها
خرج منها عدد من أهل العلم والأدب، من بينهم:
- أبو الوفاء محمد بن محمد بن القاسم الأخسيكثي، كان عالمًا بارزًا في اللغة والتاريخ، وتوفي بعد سنة 520 هـ.
- أخوه أبو رشاد أحمد بن محمد بن القاسم، كان أديبًا وشاعرًا، وقد عاش ومات في مرو. من شعره في مدح مدينته:

- نوح بن نصر بن محمد بن أحمد بن عمرو بن الفضل بن العباس بن الحارث الفرغاني الأخسيكثي، المعروف بأبي عصمة.

### فهرس المنشورات
1. 1 2  الحموي (1977)، ج. 1، ص. 121-122.

### معلومات المنشورات كاملة
الكتب مرتبة حسب تاريخ النشر
- ياقوت الحموي (1977)، معجم البلدان (ط. 1)، بيروت: دار صادر، OCLC:1014032934، QID:Q114913343